# Coppa d'Asia 2011

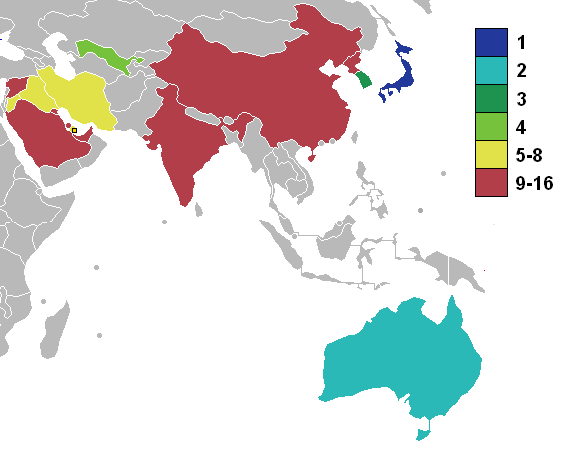
Risultati della Coppa d'Asia 2011.

La Coppa d'Asia 2011 nota anche come Qatar 2011, è stata la 15ª edizione del massimo torneo continentale di calcio per squadre nazionali maggiori maschili organizzato dall'AFC e la cui fase finale si è svolta in Qatar dal 7 al 29 gennaio 2011.
La competizione ha visto la vittoria del Giappone che ha così ottenuto il diritto di partecipare alla FIFA Confederations Cup 2013 in Brasile.

## Scelta della sede
Il Qatar, l'India e l'Iran avevano espresso la loro volontà di ospitare la Coppa d'Asia 2011 mentre l'Australia aveva considerato la possibilità di fare un'offerta dell'ultimo minuto.
Il Qatar ha poi inviato la sua proposta ufficiale il 19 giugno 2007, mentre l'India ha ritirato la sua candidatura e l'Iran non è riuscito a presentare in tempo la documentazione necessaria. Come conseguenza, il Qatar è stato annunciato come nazione organizzatrice il 29 luglio 2007 a Giacarta, in Indonesia, durante la Coppa d'Asia 2007.
Per via dei regolamenti FIFA che prevedono che gli eventi delle confederazioni debbano tenersi a gennaio o a luglio e visto che quest'ultimo è il mese più caldo in Medio Oriente, in tale circostanza è stato altresì comunicato che la fase finale della competizione si sarebbe tenuta a gennaio 2011.

### Stadi
| Doha                          | Doha                     | Doha                     | Doha             |
| ----------------------------- | ------------------------ | ------------------------ | ---------------- |
| Khalifa International Stadium | Thani bin Jassim Stadium | Jassim Bin Hamad Stadium | Stadio Qatar SC  |
| Capienza: 40,000              | Capienza: 21,175         | Capienza: 12,946         | Capienza: 12,000 |
|                               |                          |                          |                  |
| Al Rayyan                     | Doha Al Rayyan           | Doha Al Rayyan           | Doha Al Rayyan   |
| Ahmed bin Ali Stadium         | Doha Al Rayyan           | Doha Al Rayyan           | Doha Al Rayyan   |
| Capienza: 21,282              | Doha Al Rayyan           | Doha Al Rayyan           | Doha Al Rayyan   |
|                               | Doha Al Rayyan           | Doha Al Rayyan           | Doha Al Rayyan   |

### Formula
La formula prevede la formazione, mediante sorteggio, di quattro gironi all'italiana (chiamati "gruppi") con partite di sola andata, ciascuno composto da quattro squadre.
Per determinare la posizione in classifica delle squadre in ogni gruppo saranno presi in considerazione, nell'ordine, i seguenti criteri:
1. maggiore numero di punti;
2. maggiore numero di punti negli scontri diretti tra le squadre interessate (classifica avulsa);
3. migliore differenza reti negli scontri diretti tra le squadre interessate (classifica avulsa);
4. maggiore numero di reti segnate negli scontri diretti tra le squadre interessate (classifica avulsa);
5. migliore differenza reti;
6. maggiore numero di reti segnate;
7. condotta "fair play" nella fase finale;
8. sorteggio.

Le prime due nazionali classificate di ogni raggruppamento accedono alla fase a eliminazione diretta che consiste in un tabellone di tre turni (quarti di finale, semifinali e finale) ad accoppiamenti interamente prestabiliti e con incontri basati su partite uniche ed eventuali tempi supplementari e tiri di rigore in caso di persistenza della parità tra le due contendenti.

## Squadre partecipanti
| Pr. | Squadra             | Data di qualificazione certa | Partecipante in quanto                                         | Ultima presenza                           | Partecipazioni precedenti al torneo                                   |
| --- | ------------------- | ---------------------------- | -------------------------------------------------------------- | ----------------------------------------- | --------------------------------------------------------------------- |
| 1   | Qatar               | 29 luglio 2007               | Rappresentativa della nazione organizzatrice della fase finale | Indonesia-Malesia-Thailandia-Vietnam 2007 | 7 (1980, 1984, 1988, 1992, 2000, 2004, 2007)                          |
| 2   | Iraq                | 25 luglio 2007               | Vincitore della Coppa d'Asia 2007                              | Indonesia-Malesia-Thailandia-Vietnam 2007 | 6 (1972, 1976, 1996, 2000, 2004, 2007)                                |
| 3   | Arabia Saudita      | 25 luglio 2007               | 2ª classificata nella Coppa d'Asia 2007                        | Indonesia-Malesia-Thailandia-Vietnam 2007 | 7 (1984, 1988, 1992, 1996, 2000, 2004, 2007)                          |
| 4   | Corea del Sud       | 28 luglio 2007               | 3ª classificata nella Coppa d'Asia 2007                        | Indonesia-Malesia-Thailandia-Vietnam 2007 | 11 (1956, 1960, 1964, 1972, 1980, 1984, 1988, 1996, 2000, 2004, 2007) |
| 5   | India               | 13 agosto 2008               | Vincitrice dell'AFC Challenge Cup 2008                         | Singapore 1984                            | 2 (1964, 1984)                                                        |
| 6   | Uzbekistan          | 18 novembre 2009             | 2º classificato nel gruppo C di qualificazione                 | Indonesia-Malesia-Thailandia-Vietnam 2007 | 4 (1996, 2000, 2004, 2007)                                            |
| 7   | Siria               | 18 novembre 2009             | 1ª classificata nel gruppo D di qualificazione                 | Emirati Arabi Uniti 1996                  | 4 (1980, 1984, 1988, 1996)                                            |
| 8   | Iran                | 6 gennaio 2010               | 1º classificato nel gruppo E di qualificazione                 | Indonesia-Malesia-Thailandia-Vietnam 2007 | 11 (1968, 1972, 1976, 1980, 1984, 1988, 1992, 1996, 2000, 2004, 2007) |
| 9   | Cina                | 6 gennaio 2010               | 2ª classificata nel gruppo D di qualificazione                 | Indonesia-Malesia-Thailandia-Vietnam 2007 | 9 (1976, 1980, 1984, 1988, 1992, 1996, 2000, 2004, 2007)              |
| 10  | Giappone            | 6 gennaio 2010               | 1º classificato nel gruppo A di qualificazione                 | Indonesia-Malesia-Thailandia-Vietnam 2007 | 6 (1988, 1992, 1996, 2000, 2004, 2007)                                |
| 11  | Bahrein             | 6 gennaio 2010               | 2º classificato nel gruppo A di qualificazione                 | Indonesia-Malesia-Thailandia-Vietnam 2007 | 3 (1988, 2004, 2007)                                                  |
| 12  | Emirati Arabi Uniti | 6 gennaio 2010               | 1º classificato nel gruppo C di qualificazione                 | Indonesia-Malesia-Thailandia-Vietnam 2007 | 7 (1980, 1984, 1988, 1992, 1996, 2004, 2007)                          |
| 13  | Corea del Nord      | 27 febbraio 2010             | Vincitrice dell'AFC Challenge Cup 2010                         | Giappone 1992                             | 2 (1980, 1992)                                                        |
| 14  | Australia           | 3 marzo 2010                 | 1ª classificata nel gruppo B di qualificazione                 | Indonesia-Malesia-Thailandia-Vietnam 2007 | 1 (2007)                                                              |
| 15  | Kuwait              | 3 marzo 2010                 | 2º classificato nel gruppo B di qualificazione                 | Cina 2004                                 | 8 (1972, 1976, 1980, 1984, 1988, 1996, 2000, 2004)                    |
| 16  | Giordania           | 3 marzo 2010                 | 2ª classificata nel gruppo E di qualificazione                 | Cina 2004                                 | 1 (2004)                                                              |

### Sorteggio dei gruppi
Il 22 aprile 2010 l'AFC ha diviso le sedici partecipanti nelle seguenti fasce di merito:
| 1ª urna (teste di serie)                | 2ª urna                            | 3ª urna                                    | 4ª urna                           |
| --------------------------------------- | ---------------------------------- | ------------------------------------------ | --------------------------------- |
| Qatar Iraq Arabia Saudita Corea del Sud | Giappone Australia Iran Uzbekistan | Cina Emirati Arabi Uniti Bahrein Giordania | Siria Kuwait India Corea del Nord |

Il sorteggio dei gruppi della fase finale si è tenuto a Doha il 23 aprile 2010 e ha avuto il seguente esito (il Qatar è stato inserito automaticamente nel gruppo A):
| Gruppo A   | Gruppo B       | Gruppo C      | Gruppo D            |
| ---------- | -------------- | ------------- | ------------------- |
| Qatar      | Arabia Saudita | Corea del Sud | Iraq                |
| Kuwait     | Giappone       | India         | Corea del Nord      |
| Cina       | Giordania      | Australia     | Emirati Arabi Uniti |
| Uzbekistan | Siria          | Bahrein       | Iran                |

### Arbitri
Sono dodici gli arbitri convocati dall'AFC per dirigere questo torneo.
Su invito della stessa confederazione, è presente l'algerino Mohamed Benouza, unico arbitro non asiatico.
- Ali Al Badwawi
- Khalil Al Ghamdi
- Abdullah Al Hilali
- Mohamed Benouza
- Kim Dong-jin
- Ravshan Irmatov

- Abdul Malik
- Abdulrahman Mohammed
- Subkhiddin Mohd Salleh
- Yūichi Nishimura
- Nawaf Shukralla
- Benjamin Williams

Vi sono inoltre quattro ufficiali convocati in qualità di riserve.
- Alireza Faghani
- Mohsen Torky
- Valentin Kovalenko
- Abdullah Balideh

## Risultati

### Fase a gironi

#### Gruppo A
| Arbitro: | Yūichi Nishimura |

|  |           |                          |
|  | Marcatori | 59’ Ahmedov 77’ Džeparov |

| Arbitro: | Benjamin Williams |

|  |           |                                      |
|  | Marcatori | 58’ Zhang Linpeng 67’ Deng Zhuoxiang |

| Arbitro: | Nawaf Shukralla |

|                          |           |                      |
| Šackich 41’ Džeparov 65’ | Marcatori | 50’ (rig.) Almotawaa |

| Arbitro: | Kim Dong-jin |

|  |           |               |
|  | Marcatori | 27’ 45+2’ Ali |

| Arbitro: | Abdul Malik |

|                                         |           |  |
| Mohammed 12’ El-Sayed 16’ Montezine 86’ | Marcatori |  |

| Arbitro: | Abdullah Al Hilali |

|                          |           |                          |
| Yu Hai 6’ Hao Junmin 56’ | Marcatori | 30’ Ahmedov 46’ Geynrikh |

| Squadra    | Pt | G | V | N | P | GF | GS | DR |
| ---------- | -- | - | - | - | - | -- | -- | -- |
| Uzbekistan | 7  | 3 | 2 | 1 | 0 | 6  | 3  | +3 |
| Qatar      | 6  | 3 | 2 | 0 | 1 | 5  | 2  | +3 |
| Cina       | 4  | 3 | 1 | 1 | 1 | 4  | 4  | 0  |
| Kuwait     | 0  | 3 | 0 | 0 | 3 | 1  | 7  | -6 |

#### Gruppo B
| Arbitro: | Abdul Malik |

|               |           |                  |
| Yoshida 90+2’ | Marcatori | 45’ Abdel-Fattah |

| Arbitro: | Kim Dong-jin |

|               |           |                     |
| Al-Jassim 60’ | Marcatori | 38’ 63’ A. Alhusein |

| Arbitro: | Ali Al Badwawi |

|                 |           |  |
| Abdelrahman 42’ | Marcatori |  |

| Arbitro: | Mohsen Torky |

|                      |           |                             |
| Al-Khatib 76’ (rig.) | Marcatori | 35’ Hasebe 82’ (rig.) Honda |

| Arbitro: | Ravshan Irmatov |

|  |           |                                  |
|  | Marcatori | 8’ 13’ 80’ Okazaki 19’ 51’ Maeda |

| Arbitro: | Abdulrahman Mohammed |

|                             |           |            |
| Diab 30’ (aut.) Alsaify 59’ | Marcatori | 15’ Alzino |

| Squadra        | Pt | G | V | N | P | GF | GS | DR |
| -------------- | -- | - | - | - | - | -- | -- | -- |
| Giappone       | 7  | 3 | 2 | 1 | 0 | 8  | 2  | +6 |
| Giordania      | 7  | 3 | 2 | 1 | 0 | 4  | 2  | +2 |
| Siria          | 3  | 3 | 1 | 0 | 2 | 4  | 5  | -1 |
| Arabia Saudita | 0  | 3 | 0 | 0 | 3 | 1  | 8  | -7 |

#### Gruppo C
| Arbitro: | Ali Al Badwawi |

|  |           |                                        |
|  | Marcatori | 12’ 65’ Cahill 25’ Kewell 45+2’ Holman |

| Arbitro: | Abdullah Al Hilali |

|                      |           |                  |
| Koo Ja-Cheol 40’ 52’ | Marcatori | 86’ (rig.) Aaish |

| Arbitro: | Abdulrahman Mohammed |

|             |           |                  |
| Jedinak 62’ | Marcatori | 24’ Koo Ja-Cheol |

| Arbitro: | Subkhiddin Mohd Salleh |

|                                            |           |                                  |
| Aaish 8’ (rig.) Abdullatif 16’ 20’ 35’ 77’ | Marcatori | 10’ Gouramangi Singh 53’ Chhetri |

| Arbitro: | Khalil Al Ghamdi |

|                                                      |           |                    |
| Ji Dong-Won 6’ 23’ Koo Ja-Cheol 9’ Son Heung-Min 81’ | Marcatori | 12’ (rig.) Chhetri |

| Arbitro: | Yūichi Nishimura |

|             |           |  |
| Jedinak 37’ | Marcatori |  |

| Squadra       | Pt | G | V | N | P | GF | GS | DR  |
| ------------- | -- | - | - | - | - | -- | -- | --- |
| Australia     | 7  | 3 | 2 | 1 | 0 | 6  | 1  | +5  |
| Corea del Sud | 7  | 3 | 2 | 1 | 0 | 7  | 3  | +4  |
| Bahrein       | 3  | 3 | 1 | 0 | 2 | 6  | 5  | +1  |
| India         | 0  | 3 | 0 | 0 | 3 | 3  | 13 | -10 |

#### Gruppo D
| Doha 11 gennaio 2011, ore 16:15 UTC+3 Incontro 7 | Corea del Nord         | 0 – 0 referto | Emirati Arabi Uniti | Qatar Sports Club Stadium (3.639 spett.)\| Arbitro: \| Subkhiddin Mohd Salleh \| |
| Arbitro:                                         | Subkhiddin Mohd Salleh |               |                     |                                                                                  |

| Arbitro: | Ravshan Irmatov |

|             |           |                       |
| Mahmoud 13’ | Marcatori | 42’ Rezaei 84’ Mobali |

| Arbitro: | Nawaf Shukralla |

|                 |           |  |
| Ansari Fard 63’ | Marcatori |  |

| Arbitro: | Yūichi Nishimura |

|  |           |                       |
|  | Marcatori | 90+3’ (aut.) W. Abbas |

| Arbitro: | Subkhiddin Mohd Salleh |

|            |           |  |
| Jassim 22’ | Marcatori |  |

| Arbitro: | Kim Dong-jin |

|  |           |                                           |
|  | Marcatori | 67’ Afshin 83’ Nori 90+3’ (aut.) W. Abbas |

| Squadra             | Pt | G | V | N | P | GF | GS | DR |
| ------------------- | -- | - | - | - | - | -- | -- | -- |
| Iran                | 9  | 3 | 3 | 0 | 0 | 6  | 1  | +5 |
| Iraq                | 6  | 3 | 2 | 0 | 1 | 3  | 2  | +1 |
| Corea del Nord      | 1  | 3 | 0 | 1 | 2 | 0  | 2  | -2 |
| Emirati Arabi Uniti | 1  | 3 | 0 | 1 | 2 | 0  | 4  | -4 |

### Fase a eliminazione diretta

#### Tabellone
|  | Quarti di finale       | Quarti di finale |                |               | Semifinali                | Semifinali                |  |  | Finale      | Finale |
|  |                        |                  |                |               |                           |                           |  |  |             |        |
|  | Incontro 26            |                  |                |               |                           |                           |  |  |             |        |
|  |                        |                  |                |               |                           |                           |  |  |             |        |
|  | 1A Uzbekistan          | 2                |                |               |                           |                           |  |  |             |        |
|  | 1A Uzbekistan          | 2                | Incontro 30    |               |                           |                           |  |  |             |        |
|  | 2B Giordania           | 1                |                |               |                           |                           |  |  |             |        |
|  | 2B Giordania           | 1                | Uzbekistan     | 0             |                           |                           |  |  |             |        |
|  | Incontro 27            |                  | Uzbekistan     | 0             |                           |                           |  |  |             |        |
|  |                        | Australia        | 6              |               |                           |                           |  |  |             |        |
|  | 1C Australia (dts)     | Australia        | 6              | 1             |                           |                           |  |  |             |        |
|  | 1C Australia (dts)     |                  | Incontro 32    | 1             |                           |                           |  |  |             |        |
|  | 2D Iraq                | 0                |                |               |                           |                           |  |  |             |        |
|  | 2D Iraq                | 0                | Australia      | 0             |                           |                           |  |  |             |        |
|  | Incontro 25            |                  | Australia      | 0             |                           |                           |  |  |             |        |
|  |                        | Giappone (dts)   | 1              |               |                           |                           |  |  |             |        |
|  | 1B Giappone            | Giappone (dts)   | 1              | 3             |                           |                           |  |  |             |        |
|  | 1B Giappone            | Incontro 29      |                | 3             |                           |                           |  |  |             |        |
|  | 2A Qatar               | 2                |                |               |                           |                           |  |  |             |        |
|  | 2A Qatar               | 2                | Giappone (dtr) | 2 (3)         | Finale per il terzo posto | Finale per il terzo posto |  |  |             |        |
|  | Incontro 28            |                  | Giappone (dtr) | 2 (3)         | Finale per il terzo posto | Finale per il terzo posto |  |  |             |        |
|  |                        | Corea del Sud    | 2 (0)          |               |                           |                           |  |  |             |        |
|  | 1D Iran                | Corea del Sud    | 2 (0)          | 0             | Uzbekistan                | 2                         |  |  |             |        |
|  | 1D Iran                |                  |                | 0             | Uzbekistan                | 2                         |  |  |             |        |
|  | 2C Corea del Sud (dts) | 1                |                | Corea del Sud | 3                         |                           |  |  |             |        |
|  | 2C Corea del Sud (dts) | 1                |                |               | 3                         |                           |  |  |             |        |
|  |                        |                  |                |               |                           |                           |  |  | Incontro 31 |        |
|  |                        |                  |                |               |                           |                           |  |  |             |        |

#### Quarti di finale
| Arbitro: | Subkhiddin Mohd Salleh |

|                          |           |                         |
| Kagawa 29’ 71’ Inoha 90’ | Marcatori | 13’ Soria 63’ Montezine |

| Arbitro: | Abdul Malik |

|                |           |                 |
| Bakaev 47’ 49’ | Marcatori | 58’ Bani Yaseen |

| Arbitro: | Abdulrahman Mohammed |

|             |           |  |
| Kewell 118’ | Marcatori |  |

| Arbitro: | Ravshan Irmatov |

|  |           |                     |
|  | Marcatori | 105’ Yoon Bit-Garam |

#### Semifinali
| Arbitro: | Khalil Al Ghamdi |

|                              |                      |                                             |
| Maeda 36’ Hosogai 97’        | Marcatori            | 23’ (rig.) Ki Sung-Yueng 120’ Hwang Jae-Won |
| Honda Okazaki Nagatomo Konno | Tiri di rigore 3 – 0 | Koo Ja-Cheol Lee Yong-Rae Hong Jeong-Ho     |

| Arbitro: | Ali Al Badwawi |

|  |           |                                                                      |
|  | Marcatori | 5’ Kewell 35’ Ognenovski 65’ Carney 73’ Emerton 82’ Valeri 83’ Kruse |

#### Incontro per il terzo posto
| Arbitro: | Abdul Malik |

|                         |           |                                      |
| Geynrikh 45’ (rig.) 53’ | Marcatori | 18’ Koo Ja-Cheol 28’ 39’ Ji Dong-Won |

#### Finale
| Arbitro: | Ravshan Irmatov |

|  |           |          |
|  | Marcatori | 109’ Lee |

| Australia | Giappone |

| Australia     |    |                 |      |      |
|               |    |                 |      |      |
| P             | 1  | Mark Schwarzer  |      |      |
| DD            | 8  | Luke Wilkshire  |      |      |
| DC            | 2  | Lucas Neill (C) |      |      |
| DC            | 6  | Saša Ognenovski |      |      |
| DS            | 3  | David Carney    |      |      |
| CC            | 15 | Mile Jedinak    |      |      |
| CC            | 16 | Carl Valeri     | 16’  |      |
| CD            | 14 | Brett Holman    | 39’  | 65’  |
| CS            | 17 | Matt McKay      | 112’ |      |
| TQ            | 10 | Harry Kewell    |      | 103’ |
| AC            | 4  | Tim Cahill      |      | 109’ |
| Sostituzioni: |    |                 |      |      |
| CC            | 7  | Brett Emerton   |      | 65’  |
| AC            | 23 | Robbie Kruse    |      | 103’ |
| CC            | 22 | Neil Kilkenny   |      | 109’ |
| CT:           |    |                 |      |      |
| Holger Osieck |    |                 |      |      |

| Giappone           |    |                   |  |      |
|                    |    |                   |  |      |
| P                  | 1  | Eiji Kawashima    |  |      |
| DD                 | 6  | Atsuto Uchida     |  | 120’ |
| DC                 | 22 | Maya Yoshida      |  |      |
| DC                 | 4  | Yasuyuki Konno    |  |      |
| DS                 | 5  | Yūto Nagatomo     |  |      |
| CC                 | 7  | Yasuhito Endō     |  |      |
| CC                 | 17 | Makoto Hasebe (C) |  |      |
| TQ                 | 18 | Keisuke Honda     |  |      |
| CD                 | 9  | Shinji Okazaki    |  |      |
| CS                 | 14 | Jungo Fujimoto    |  | 56’  |
| AC                 | 11 | Ryōichi Maeda     |  | 98’  |
| Sostituzioni:      |    |                   |  |      |
| DC                 | 3  | Daiki Iwamasa     |  | 56’  |
| AC                 | 19 | Tadanari Lee      |  | 98’  |
| DC                 | 2  | Masahiko Inoha    |  | 120’ |
| CT:                |    |                   |  |      |
| Alberto Zaccheroni |    |                   |  |      |

## Statistiche

### Classifica dei marcatori
5 reti
- Koo Ja-Cheol

4 reti
- Ismaeel Abdullatif
- Ji Dong-Won

3 reti
- Harry Kewell
- Shinji Okazaki
- Ryōichi Maeda
- Alexander Geynrikh

2 reti
- Tim Cahill
- Mile Jedinak
- Faouzi Mubarak Aaish
- Shinji Kagawa

- Sunil Chhetri
- Yusef Ahmed M Ali
- Fábio César Montezine
- Abdulrazak Alhusein

- Server Džeparov
- Odil Ahmedov
- Ulugbek Bakaev

1 rete
- Taisir Al-Jassim
- Brett Holman
- Saša Ognenovski
- David Carney
- Brett Emerton
- Carl Valeri
- Robbie Kruse
- Deng Zhuoxiang
- Zhang Linpeng
- Yu Hai

- Hao Junmin
- Son Heung-Min
- Yoon Bit-Garam
- Ki Sung-Yueng
- Hwang Jae-Won
- Maya Yoshida
- Makoto Hasebe
- Keisuke Honda
- Masahiko Inoha
- Hajime Hosogai

- Tadanari Lee
- Hassan Abdel-Fattah
- Baha' Abdel-Rahman
- Odai Al-Saify
- Bashar Bani Yaseen
- Gouramangi Singh
- Gholamreza Rezaei
- Iman Mobali
- Karim Ansari Fard
- Arash Afshin

- Nori Mohammad
- Younis Mahmoud
- Karrar Jassim
- Bader Al-Mutawa
- Bilal Mohammed
- Mohamed El Sayed
- Sebastián Soria
- Firas Alkhatib
- Mohamad Alzino
- Maksim Šackich

Autoreti
- Walid Abbas (2, 1 pro  Iraq e 1 pro  Iran)
- Ali Diab (pro  Giordania)

### Record
- Gol più veloce:  Harry Kewell (Uzbekistan-Australia, semifinali, 25 gennaio, 5º minuto)
- Gol più lento:  Hwang Jae-Won (Giappone-Corea del Sud, semifinali, 25 gennaio, 120º minuto)
- Primo gol:  Odil Ahmedov (Qatar-Uzbekistan, partita inaugurale, fase ai gironi, 8 luglio, 6º minuto)
- Ultimo gol:  Tadanari Lee (Australia-Giappone, finale 1º posto, 28 luglio, 109º minuto)
- Miglior attacco:  Giappone (14 reti segnate)
- Peggior attacco:  Emirati Arabi Uniti e  Corea del Nord (0 reti segnate)
- Miglior difesa:  Australia,  Corea del Nord e  Iran (2 reti subite)
- Peggior difesa:  Uzbekistan (13 reti subite)
- Miglior differenza reti nella fase a gironi:  Giappone (+6)
- Miglior differenza reti in tutto il torneo:  Australia (+1)
- Partita con il maggior numero di gol:  Bahrein-India  5-2 (fase a gironi, 14 gennaio, 7 gol)
- Partita con il maggior scarto di gol:  Uzbekistan-Australia  0-6 (semifinali, 25 gennaio, 6 gol di scarto)